# Tabular Accuracy Index
Tabular Accuracy Index (TAI) – wskaźnik dokładności tabelarycznej, opisany przez Jenksa i Casspala w 1971, stosowany do oceny kartogramu. Może służyć również do optymalizacji podziału klasowego użytego w kartogramie. W swojej istocie opisuje nie samą mapę, ale szereg rozdzielczy danych, które mają być przedstawione na mapie.
Obliczany wzorem:
{\displaystyle TAI=1-{\frac {\sum \limits _{j=1}^{k}\sum \limits _{i=1}^{n_{j}}|x_{j_{i}}-{\overline {x_{j}}}|}{\sum \limits _{i=1}^{n}|x_{i}-{\overline {x}}|}},}
gdzie:
{\displaystyle x_{i}} – wartości kartowanego zbioru,
{\displaystyle n} – liczebność kartowanego zbioru, liczba pól podstawowych kartogramu,
{\displaystyle {\overline {x}}} – średnia arytmetyczna całego zbioru,
{\displaystyle k} – liczba klas,
{\displaystyle x_{j_{i}}} – wartości należące do {\displaystyle j}-tej klasy,
{\displaystyle n_{j}} – liczebność {\displaystyle j}-tej klasy,
{\displaystyle {\overline {x_{j}}}} – średnia arytmetyczna wartości zaklasyfikowanych do {\displaystyle j}-tej klasy.
Wskaźnik TAI przyjmuje wartości z zakresu {\displaystyle \langle 0,1\rangle .} Licznik wyrażenia jest sumą odchyleń bezwzględnych wartości zaklasyfikowanych do klas, a mianownik sumą odchyleń bezwzględnych całego klasyfikowanego zbioru. Im podział klasowy lepiej oddaje charakter danych tym wskaźnik będzie miał większe wartości. Wraz ze wzrostem ilości klas wskaźnik będzie przybierał większe wartości.
Do zalet wskaźnika należy jego duża czułość (dzięki dwukrotnemu uwzględnieniu w obliczeniach wszystkich wartości) co pozwala na porównanie dwu podobnych do siebie kartogramów. Do wad wskaźnika należy zaliczyć brak uwzględnienia przestrzennego rozkładu pól podstawowych.